# Gottenhouse
 Gottenhouse (en alsacià Gottehüse) és un municipi francès, situat a la regió del Gran Est, al departament del Baix Rin. L'any 2006 tenia 314 habitants. Limita al nord amb Saverne, al nord-est amb Otterswiller, al sud-est amb Marmoutier, al sud amb Thal-Marmoutier i a sud-oest amb Haegen.
Forma part del cantó de Saverne, del districte de Saverne i de la Comunitat de comunes del Pays de Saverne.

## Demografia
| 1962 | 1968 | 1975 | 1982 | 1990 | 1999 |
| ---- | ---- | ---- | ---- | ---- | ---- |
| 188  | 208  | 218  | 285  | 313  | 352  |

## Administració
| Període   | Identitat         | Partit |
| --------- | ----------------- | ------ |
| 2001-2008 | François Wilt     |        |
| 2008-     | Richard Beckerich |        |